# Srednik
Srednik je naselje v Občini Sevnica.